# Vanessa itea
Vanessa itea (Fabricius, 1775), nota in inglese come Yellow Admiral o Australian Admiral, è un lepidottero appartenente alla famiglia Ninfalidi, diffuso in Oceania.

## Descrizione

### Adulto
Si tratta di una farfalla di medie dimensioni, con un'apertura alare compresa tra 48 e 50 mm in Tasmania, e tra 48 e 55 mm in Nuova Zelanda.. La pagina superiore delle ali di questa specie è di colore marrone scuro con sfumature nere, ciascuna con tre piccole sezioni bianche e color panna, giallo chiaro e rosso nella parte finale. La pagina inferiore è invece di colore più scuro, pur lasciando trasparire le decorazioni superiori, e mostra sfumature irregolari.

### Uovo
Le uova sono verde chiaro, solitamente unite due a due, agganciate sotto le foglie della pianta ospite.

### Larva
Il bruco ha una colorazione variabile dal nero al grigio, sino al giallo verde o al marrone, tutti con linee più chiare e puntini nella parte terminale. I bruchi sono coperti inoltre di molte piccole spine.

L'ultimo stadio pre-pupale misura circa 30 mm.

### Pupa
La pupa ha una lunghezza di 20 mm ed è di colore grigio-bruno con due punti di colore bianco argenteo su ciascun lato.

## Distribuzione e habitat
La specie è diffusa in Australia, Nuova Zelanda, nelle Isole Norfolk e nell'Isola di Lord Howe.
Le Vanessa itae sono relativamente comuni negli ambienti in cui sono presenti le piante ospiti. Esse preferiscono l'aperta campagna, i giardini e in particolare ove sono presenti piante di Urtica incisa e Urtica urens. Si trovano fino a 1000 metri sul livello del mare.

## Biologia
Lo stadio adulto è molto longevo ed adattato ad un volo veloce, anche contro i forti venti australiani e del Mare di Tasmania.

### Alimentazione
Gli adulti si nutrono di nettare che trovano dai fiori..
I bruchi si alimentano essenzialmente di notte (per proteggersi dai predatori) su varie specie di Urticaceae, tra cui:
- Parietaria australis (Nees) Blume
- Parietaria cardiostegia Greuter
- Parietaria debilis G.Forst.
- Parietaria judaica L.
- Pipturus argenteus (G.Forst.) Wedd.
- Soleirolia soleirolii (Req.) Dandy
- Urtica incisa Poir
- Urtica urens L.

### Periodo di volo
Il periodo di volo degli esemplari adulti copre tutta la stagione temperata dell'anno, pertanto in località come la Tasmania questo si estende da novembre a maggio, mentre a Victoria va da settembre ad aprile.

## Tassonomia

### Sinonimi
- Papilio itea Fabricius, 1775 - Syst. Ent.: 498

## Galleria d'immagini

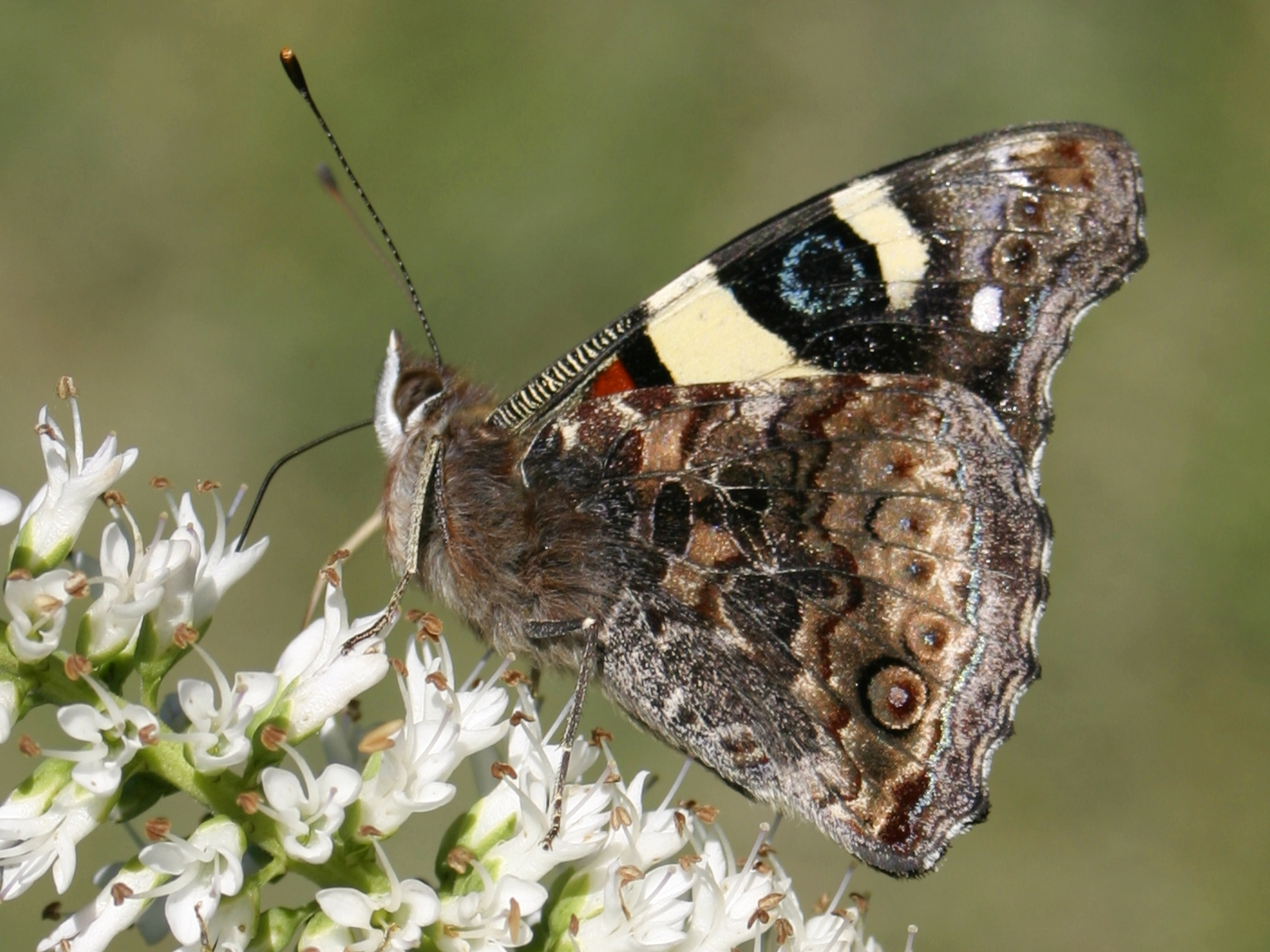
Dettaglio della parte inferiore delle ali
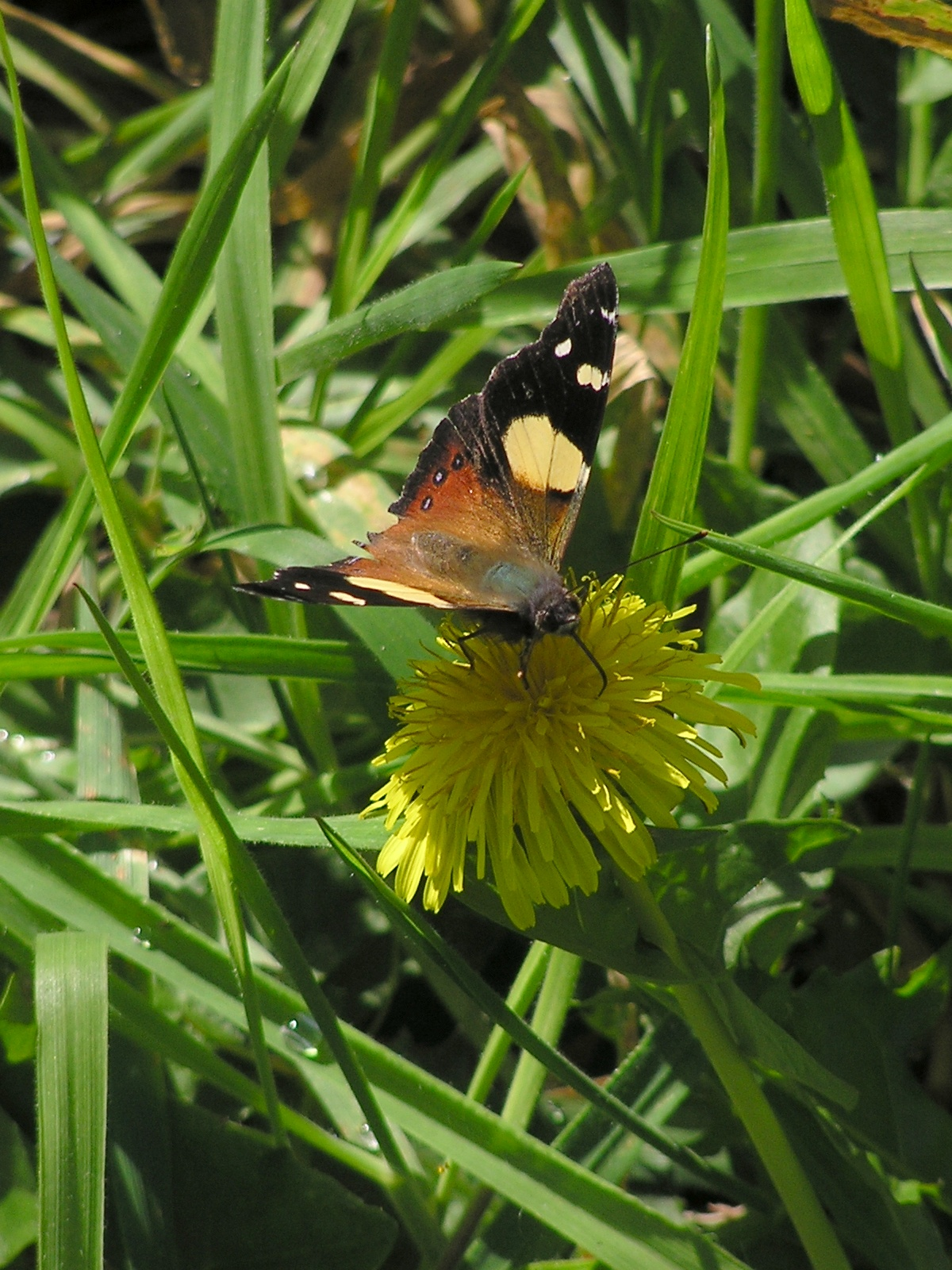
Mentre si nutre di nettare
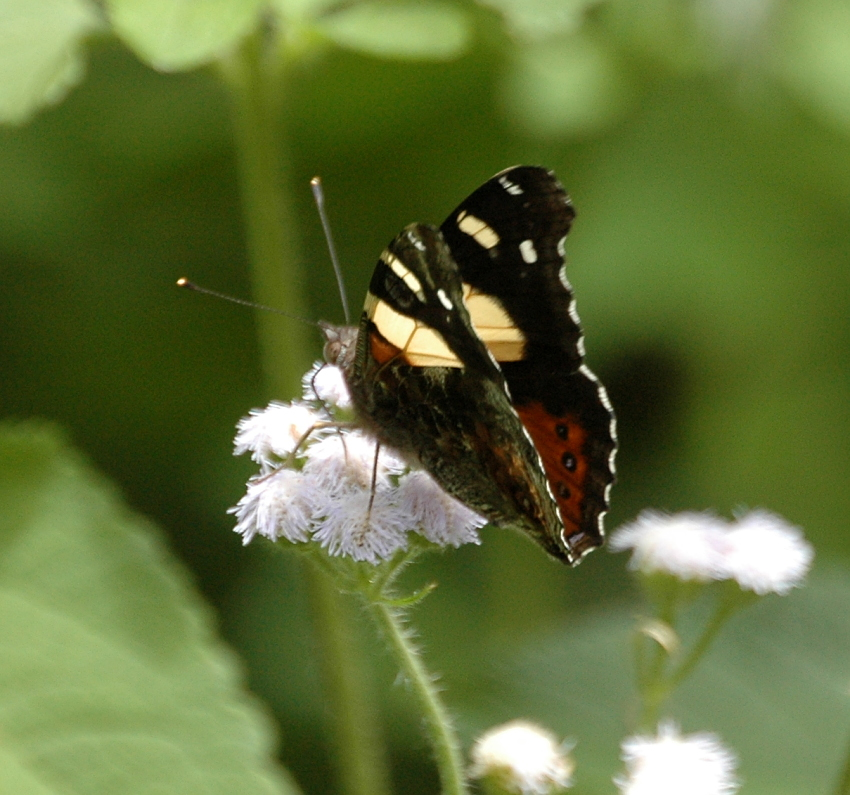
Mount Mee, SE Qld, Australia
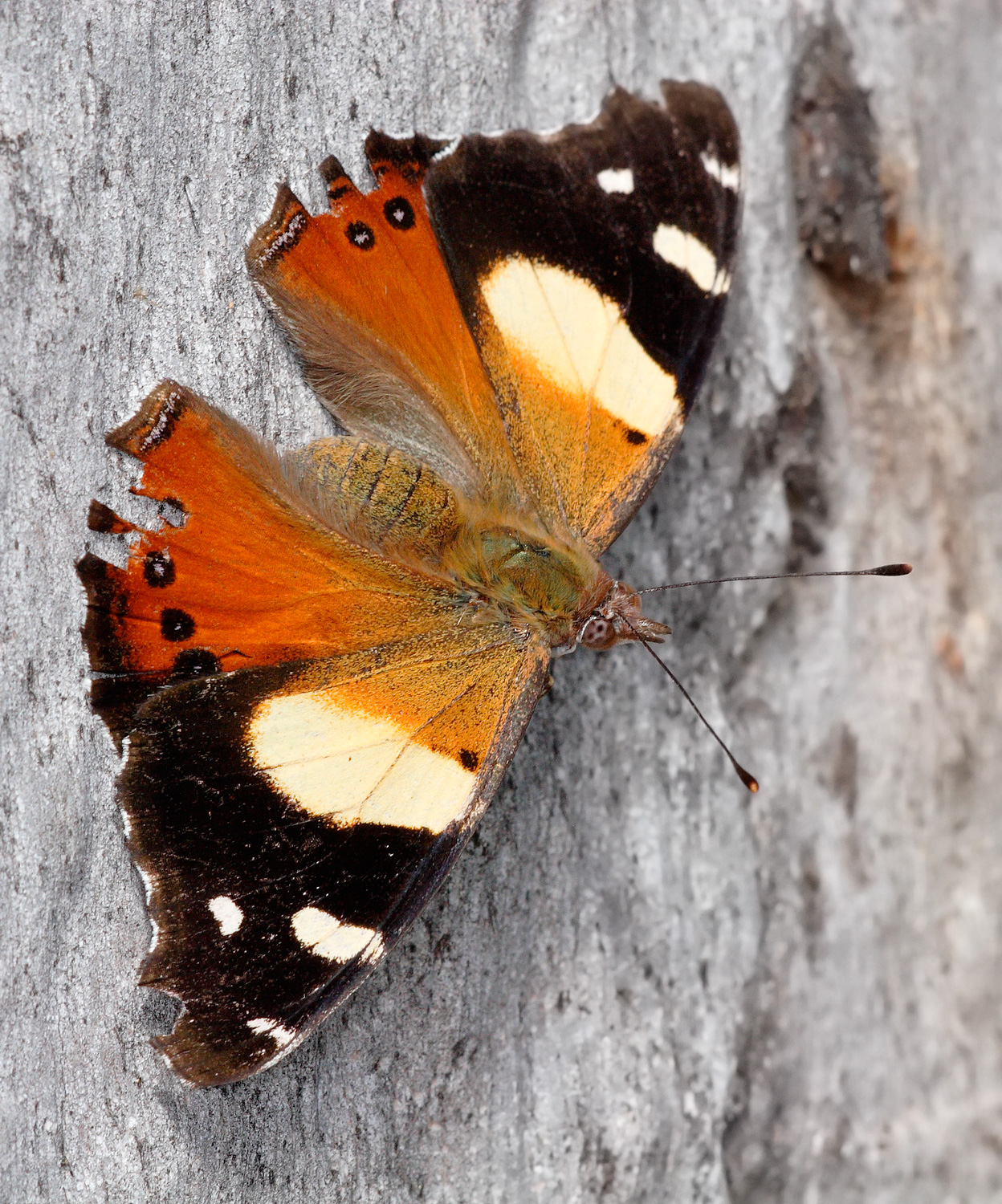
Gli esemplari duraturi solitamente hanno le ali danneggiate